# 机甲英雄机斗勇者
《機甲英雄 機鬥勇者》是鈊象電子跟日本動畫製作公司GONZO合作制作的动画，2019年8月16日起在巴哈姆特動畫瘋首播。故事背景在西元30世紀的地球，由鈊象電子旗下的卡片遊戲機《機甲英雄》改编。

## 故事大綱
西元30世紀，地球人類邁向了高度理性與和平的全新世代。由於屏棄戰爭，與戰爭相關的尖端科技被投入於全新的機甲領域之中。各大區域皆設置專屬的機甲學院，負責培育優秀的少年、少女成為機甲駕駛員，並以爭奪每年舉辦的「機甲武鬥大會」冠軍作為最高榮耀。
本故事的主角里昂，是一名12歲的熱血少年。他將與創世紀學院的茉莉、羅布、巴克斯結伴，以機甲武鬥大會優勝為目標努力奮戰。

## 人物和配音員
- 里昂：詹雅菁
- 羅布：蔣鐵城
- 茉莉：穆宣名
- 巴克斯：雷碧文
- 艾倫：魏晶琦
- 米歇爾：錢欣郁
- 蘿克莎努：魏晶琦
- 伊莎貝爾：錢欣郁
- 加百列：蔣鐵城
- 艾力克斯：林美秀
- 吉內瓦維：林美秀
- 里加爾特：詹雅菁
- 吉吉娜： 穆宣名
- 馬蒂校長：曹冀魯
- 波嵐：曹冀魯
- 多普斯：曹冀魯
- 芙歐蘭：錢欣郁
- 神秘魔王：曹冀魯
- 旁白：曹冀魯

## 網路動畫
劇情改編自遊戲第二代第1至2彈。

### 製作人員
- 原作‧企劃‧製作：IGS 鈊象電子
- 世界觀設計： IGS 鈊象電子、網野哲郎
- 機械設定：IGS 鈊象電子、柳瀬敬之、PUMP、皇宇
- 系列構成：待田堂子
- 角色設計‧總作畫監督：永作友克
- 作畫監督：阿部安佳里、佐藤愛架
- 美術監督：中野英統
- 色彩設計：近藤真登
- 撮影監督：堀川和人
- 3D監督：上條嘉之
- 編集：堀川和人
- 動畫製作人：鷹木純一
- 專案負責人：福嶋まどか
- 動畫制作：GONZO
- 製作人：IGS鈊象電子
- 監督：池添隆博

### 主題曲
片頭曲
「機甲英雄」
作曲、編曲：丁天牧，作詞、主唱：自從

### 各話列表
| 話數     | 中文標題                                 | 日文標題 | 播出日期        |
| 第一季   | 第一季                                   | 第一季   | 第一季          |
| -------- | ---------------------------------------- | -------- | --------------- |
| 第一話   | 我來了！機甲學院！                       |          | 2019年 8月16日  |
| 第二話   | 激戰！機甲武鬥大會開始！！               |          | 8月30日         |
| 第三話   | 苦戰！最強的高地學院！！                 |          | 9月13日         |
| 第四話   | 敵人的名字是布萊札德！！                 |          | 9月27日         |
| 第二季   |                                          |          |                 |
| 第五話   | 我們上！雷霆猛獅！！                     |          | 2023年 11月10日 |
| 第六話   | 為什麼？居然有兩個里昂！！               |          | 11月17日        |
| 第七話   | 激戰 異次元通道！！                      |          | 11月24日        |
| 第八話   | 拯救鏡像地球的危機！！                   |          | 12月1日         |
| 第九話   | 雷霆猛獅的最後一天                       |          | 12月8日         |
| 第十話   | 新的希望，其名為超次元霸王獅             |          | 12月15日        |
| 第十一話 | 新機甲誕生，靈魂同步特訓                 |          | 12月22日        |
| 第十二話 | 與布萊札德的大決戰，超次元霸王獅百分之百 |          | 12月29日        |

## 劇場版
續作動畫電影《機甲英雄劇場版 我與我等於無限大》於2023年8月4日上映，劇情改編自遊戲第二代第3至6彈。

### 製作人員
- 原作：IGS 鈊象電子
- 監督：網野哲郎
- 角色設計：新里りお
- 系列構成：待田堂子
- 美術：高橋忍
- CG 製作人：露木祐治
- CG 導演：中島豊
- 音響監督：網野哲郎
- 音響製作：Stay Luck
- 動畫製作：旭Production

### 主題曲
中文片頭曲
「光榮戰記」
作詞：RG fighter，作曲、編曲：丁天牧，主唱：陳瑽
日文片頭曲
「目標！機甲英雄」
作詞：麻琴，作曲、編曲：丁天牧，主唱：凍凍
中、日文片尾曲
「On The Way」
作曲、編曲：林正平(IGS)，作詞、主唱：chia